# Чемпіонат світу з легкої атлетики в приміщенні 2018 — 60 метрів з бар'єрами (чоловіки)
Змагання з бігу на 60 метрів серед чоловіків на Чемпіонаті світу з легкої атлетики в приміщенні 2018 у Бірмінгемі відбулись 3 та 4 березня в Арені Бірмінгем.

## Рекорди
На початок змагань основні рекордні результати були такими:
| WIR | Колін Джексон Велика Британія | 7,30 | Зіндельфінген Німеччина | 6 березня 1994  |
| CR  | Дайрон Роблес Куба            | 7,34 | Доха Катар              | 14 березня 2010 |
| WL  | Грант Голловей США            | 7,42 | Клемсон США             | 9 лютого 2018   |

## Розклад
| Дата           | Час початку | Стадія    |
| -------------- | ----------- | --------- |
| 3 березня 2018 | 18:30       | Забіги    |
| 4 березня 2018 | 15:05       | Півфінали |
| 4 березня 2018 | 17:00       | Фінал     |

Вказаний місцевий час (UTC+0)

## Результати

### Забіги
Умови кваліфікації до наступного раунду: перші четверо з кожного забігу (Q) та четверо найшвидших за часом з тих, які посіли у забігах місця, починаючи з п'ятого (q).
Забіг 1
| Місце | Атлет                   | Країна          | Час  | Примітки |
| ----- | ----------------------- | --------------- | ---- | -------- |
| 1     | Мілан Трайкович         | Кіпр            | 7,56 | Q        |
| 2     | Орель Манга             | Франція         | 7,62 | Q        |
| 3     | Кун Смет                | Нідерланди      | 7,69 | Q        |
| 4     | Девід Кінг              | Велика Британія | 7,69 | Q        |
| 5     | Ніколас Хаф             | Австралія       | 7,76 | q, PB    |
| 6     | Владімір Вукічевич      | Норвегія        | 7,81 |          |
| 7     | Давід Зебровський       | Польща          | 8,32 |          |
|       | Мохаммед Сад Аль-Хфаджи | Ірак            | DNS  |          |

Забіг 2
| Місце | Атлет              | Країна            | Час  | Примітки |
| ----- | ------------------ | ----------------- | ---- | -------- |
| 1     | Джаррет Ітон       | США               | 7,56 | Q        |
| 2     | Рохер Ірібарне     | Куба              | 7,59 | Q, PB    |
| 3     | Балаш Баї          | Угорщина          | 7,66 | Q        |
| 4     | Віталій Парохонько | Білорусь          | 7,71 | Q        |
| 5     | Даміан Чикер       | Польща            | 7,75 | q        |
| 6     | Мікель Томас       | Тринідад і Тобаго | 7,84 | SB       |
| 7     | Бен Рейнольдс      | Ірландія          | 7,89 |          |

Забіг 3
| Місце | Атлет               | Країна            | Час  | Примітки |
| ----- | ------------------- | ----------------- | ---- | -------- |
| 1     | Ахмад Аль-Молад     | Саудівська Аравія | 7,63 | Q        |
| 2     | Рональд Лівай       | Ямайка            | 7,65 | Q        |
| 3     | Їдьєль Контрерас    | Іспанія           | 7,68 | Q, SB    |
| 4     | Габріел Константіну | Бразилія          | 7,72 | Q        |
| 5     | Паоло Даль Молін    | Італія            | 7,81 |          |
| 6     | Сіддхант Тінгалая   | Індія             | 7,93 |          |
| 7     | Ріо Махольтра       | Індонезія         | 7,98 | NIR      |
| 8     | Хав'єр Макфарлейн   | Перу              | 8,00 | PB       |

Забіг 4
| Місце | Атлет                 | Країна          | Час  | Примітки |
| ----- | --------------------- | --------------- | ---- | -------- |
| 1     | Ендрю Поцці           | Велика Британія | 7,53 | Q, SB    |
| 2     | Ерієс Меррітт         | США             | 7,61 | Q        |
| 3     | Констадінос Дувалідіс | Греція          | 7,66 | Q, SB    |
| 4     | Ерік Бальнувайт       | Німеччина       | 7,67 | Q        |
| 5     | Се Веньцзюнь          | Китай           | 7,71 | q, SB    |
| 6     | Адбулазіз Аль Мандель | Кувейт          | 7,77 | q        |
| 7     | Ван Фунг Чунг         | Гонконг         | 8,06 |          |

Забіг 5
| Місце | Атлет                  | Країна                          | Час  | Примітки |
| ----- | ---------------------- | ------------------------------- | ---- | -------- |
| 1     | Паскаль Мартіно-Лагард | Франція                         | 7,62 | Q        |
| 2     | Петр Свобода           | Чехія                           | 7,68 | Q        |
| 3     | Джонатан Кабраль       | Канада                          | 7,70 | Q        |
| 4     | Едді Ловетт            | Американські Віргінські Острови | 7,78 | Q        |
| 5     | Гассан Фофана          | Італія                          | 7,81 |          |
| 6     | Джейсон Джозеф         | Швейцарія                       | 7,89 |          |
| 7     | Гента Масуно           | Японія                          | 7,97 | PB       |
| 8     | Наматаікі Тевеніно     | Французька Полінезія            | 8,98 | SB       |

### Півфінали
Умови кваліфікації до наступного раунду: перші двоє з кожного забігу (Q) та двоє найшвидших за часом з тих, які посіли у забігах місця, починаючи з третього (q).
Забіг 1
| Місце | Атлет           | Країна                          | Час  | Примітки |
| ----- | --------------- | ------------------------------- | ---- | -------- |
| 1     | Орель Манга     | Франція                         | 7,55 | Q        |
| 2     | Джаррет Ітон    | США                             | 7,58 | Q        |
| 3     | Балаш Баї       | Угорщина                        | 7,64 |          |
| 4     | Ахмад Аль-Молад | Саудівська Аравія               | 7,66 |          |
| 5     | Кун Смет        | Нідерланди                      | 7,69 |          |
| 6     | Девід Кінг      | Велика Британія                 | 7,70 |          |
| 7     | Ніколас Хаф     | Австралія                       | 7,79 |          |
| 8     | Едді Ловетт     | Американські Віргінські Острови | 7,90 |          |

Забіг 2
| Місце | Атлет                 | Країна          | Час  | Примітки |
| ----- | --------------------- | --------------- | ---- | -------- |
| 1     | Ендрю Поцці           | Велика Британія | 7,46 | Q, SB    |
| 2     | Рохер Ірібарне        | Куба            | 7,58 | Q, PB    |
| 3     | Ерієс Меррітт         | США             | 7,60 | q        |
| 4     | Габріел Константіну   | Бразилія        | 7,61 | q        |
| 5     | Їдьєль Контрерас      | Іспанія         | 7,68 | SB       |
| 6     | Констадінос Дувалідіс | Греція          | 7,68 |          |
| 7     | Адбулазіз Аль Мандель | Кувейт          | 7,69 | SB       |
| 8     | Віталій Парохонько    | Білорусь        | 8,00 |          |

Забіг 3
| Місце | Атлет                  | Країна    | Час  | Примітки |
| ----- | ---------------------- | --------- | ---- | -------- |
| 1     | Мілан Трайкович        | Кіпр      | 7,51 | Q, NIR   |
| 2     | Паскаль Мартіно-Лагард | Франція   | 7,52 | Q, SB    |
| 3     | Рональд Лівай          | Ямайка    | 7,62 |          |
| 4     | Петр Свобода           | Чехія     | 7,64 |          |
| 5     | Ерік Бальнувайт        | Німеччина | 7,70 |          |
| 6     | Джонатан Кабраль       | Канада    | 7,71 |          |
| 7     | Се Веньцзюнь           | Китай     | 7,76 |          |
| 8     | Даміан Чикер           | Польща    | 7,78 |          |

### Фінал
| Місце | Атлет                  | Країна          | Час  | Примітки |
| ----- | ---------------------- | --------------- | ---- | -------- |
| 1     | Ендрю Поцці            | Велика Британія | 7,46 | SB       |
| 2     | Джаррет Ітон           | США             | 7,47 |          |
| 3     | Орель Манга            | Франція         | 7,54 |          |
| 4     | Ерієс Меррітт          | США             | 7,56 |          |
| 5     | Паскаль Мартіно-Лагард | Франція         | 7,68 |          |
| 6     | Габріел Константіну    | Бразилія        | 7,71 |          |
| 7     | Рохер Ірібарне         | Куба            | 7,77 |          |
|       | Мілан Трайкович        | Кіпр            | DQ   |          |